# 米哈伊·卢波
米哈伊·卢波（羅馬尼亞語：Mihail Lupoi；1953年6月10日—2012年7月28日），是罗马尼亚的军官、政治家。1989年罗马尼亚革命时期，加入到罗马尼亚救国阵线一边。2012年因癌症去世。